# Heusden Koers 2009
De 61e editie van de Belgische wielerwedstrijd Heusden Koers werd verreden op 11 augustus 2009. De start en finish vonden plaats in Heusden. De winnaar was Tyler Farrar, gevolgd door Kenny Dehaes en Klaas Lodewyck.

## Uitslag
| Heusden Koers 2009 |                 |                              |          |
| Plaats             | Naam            | Ploeg                        | Tijd     |
| Winnaar            | Tyler Farrar    | Garmin-Slipstream            | 3u40'00" |
| 2                  | Kenny Dehaes    | Team Katusha                 |          |
| 3                  | Klaas Lodewyck  | Topsport Vlaanderen-Mercator |          |
| 4                  | Timothy Dupont  | Jong Vlaanderen-Bauknecht    |          |
| 5                  | Wouter Weylandt | Quick Step                   |          |
| 6                  | Denis Flahaut   | Landbouwkrediet-Colnago      |          |
| 7                  | Iljo Keisse     | John Saey Cycling Team       |          |
| 8                  | Theo Bos        | Rabobank Continental Team    |          |
| 9                  | Bert De Backer  | Skil-Shimano                 |          |
| 10                 | Steve Schets    | Jong Vlaanderen-Bauknecht    |          |

1929 · 1930-1935 · 1936 · 1937 · 1938 · 1939 · 1952 · 1953 · 1954 · 1955 · 1956 · 1957 · 1958 · 1959 · 1960 · 1961 · 1962 · 1963 · 1964 · 1965 · 1966 · 1967 · 1968 · 1969 · 1970 · 1971 · 1972 · 1973 · 1974 · 1975 · 1976 · 1977 · 1978 · 1979 · 1980 · 1981 · 1982 · 1983 · 1984 · 1985 · 1986 · 1987 · 1988 · 1989 · 1990 · 1991 · 1992 · 1993 · 1994 · 1995 · 1996 · 1997 · 1998 · 1999 · 2000 · 2001 · 2002 · 2003 · 2004 · 2005 · 2006 · 2007 · 2008 · 2009 · 2010 · 2011 · 2012 · 2013 · 2014 · 2015 · 2016 · 2017 · 2018 · 2019 · 2020 · 2021 · 2022 · 2023